# بنو رسام (یمن)
 بنو رسام  به عربی ( بنو رسّام )، روستایی است در دهستان مُسْتبا از توابع استان حَجّه در کشور یمن در شبه جزیره عربستان.

## جمعیت
جمعیت آن ( ۵۵) نفر (۶ خانوار) می‌باشد.